# خلیج کایداک
خلیج کایداک (روسی: Залив Кайдак) ورودی یا بازوی باریکی در انتهای شرقی خلیج میورتوی کولتوک (کومسومولتس سابق)، یک خلیج از دریای کاسپین در سواحل قزاقستان است. این خلیج واقع در انتهای خشکی خلیج، حد شرقی شبه‌جزیره بوزاچی، در شمال شبه جزیره مین‌قشلاق را تشکیل می‌دهد. ورودی آن کم‌عمق است و به اعماق ساحل می‌رود که به سمت شرق و سپس تقریباً به سمت جنوب در جهت جنوب غربی گسترش می‌یابد. مانند تمام خلیج‌های کم‌عمق سواحل شرقی خزر از شوری بالایی برخوردار است.
همانند میورتوی کولتوک، ورودی کایداک در زمان‌های گذشته دارای خط ساحلی مشخصی بود، اما از دهه ۱۹۹۰، با سطح دریای کاسپین بالاتر، آب از طریق گردنه خلیج به داخل خشکی نفوذ می‌کند و باتلاق‌های غرقابی تولید می‌کند. امروزه هم خلیج و هم ورودی از آب دریای کاسپین پر شده است. آب در ورودی کم‌عمق دارای رنگ‌های چشمگیری است که در آن تن‌های ظریف آبی یا قهو‌ه ای با توجه به فصل‌ها غالب است.